# 扭曲幾何
數學與物理學中，特別是在微分幾何與廣義相對論中，扭曲幾何（warped geometry）是度規張量可寫成如下形式的黎曼流形或勞侖茲流形：
{\displaystyle ds^{2}\,=g_{ab}(y)dy^{a}dy^{b}+f(y)g_{ij}(x)dx^{i}dx^{j}}
注意到幾何可以分解成y幾何與x幾何的卡氏積（Cartesian product），不過x部份受到扭曲，亦即它的大小尺度受到了一個y座標的純量函數{\displaystyle f(y)}的調整。基於此理由，扭曲幾何的度規常稱為「扭曲積度規」（warped product metric）。
扭曲幾何很有用處，以其可以運用分離變數法來解與它們有關的偏微分方程式。

## 例子
許多愛因斯坦場方程式的基本解是為扭曲幾何，比如史瓦西解以及羅伯遜-沃爾克模型。
此外，扭曲幾何是弦論中藍道爾-桑壯模型（Randall-Sundrum models）的基石。